# Tomasz Frankowski
Tomasz Frankowski (uitspraak: [ˈtɔmaʂ franˈkɔfski], ong. tommasj frankofskie) (Białystok, 16 augustus 1974) is een Pools voormalig voetballer die als aanvaller speelde. 

## Clubcarrière
Met Wisła Kraków won Frankowski vijf keer het Pools landskampioenschap (1999, 2001, 2003, 2004, 2005), twee keer de Poolse beker (2002, 2003, 2010) en een keer de Poolse League Cup in 2001. In totaal is Franek drie keer gekroond tot topscorer van de Poolse Ekstraklasa: in 1999, 2001 en 2005.

## Interlandcarrière
Samen met doelman Jerzy Dudek werd Frankowski niet geselecteerd voor het wereldkampioenschap voetbal 2006 in Duitsland hoewel hij in de kwalificatie negen keer scoorde in elf wedstrijden. Hij maakte zijn debuut voor de nationale ploeg op woensdag 28 april 1999 in de vriendschappelijke oefeninterland tegen Tsjechië (2-1). Frankowski viel in dat duel na 65 minuten in voor de maker van de openingsgoal, Mirosław Trzeciak.

## Erelijst
RC Strasbourg
- Intertoto Cup

1995
 Wisła Kraków
- Pools landskampioen

1999, 2001, 2003, 2004, 2005
- Pools bekerwinnaar

2002, 2003
- Poolse Liga Beker

2001
- Poolse Supercup

2001
- Topscorer Ekstraklasa

1999 (21 doelpunten)
2001 (18 doelpunten)
2005 (25 doelpunten)
 Jagiellonia Białystok
- Pools bekerwinnaar

2010
- Poolse Supercup

2010
- Topscorer Ekstraklasa

2011 (14 doelpunten)